# Irnik
Irnik (in bulgaro Ирник?), noto anche come Irna, Ernach, Keremek, Ernak, Hernach (in bulgaro Ирна, Ернах, Керемек, Ернак, Хернах?; 440 ca.-489 ca.) fu un leggendario sovrano proto-bulgaro che regnò dal 463 al 489. È il secondo nome a comparire nel "Nominalia dei khan bulgari", dove è indicato come discendente del clan Dulo, originariamente associato agli Unni e al Khaganato turco occidentale. 

## Origini
Secondo un'ipotesi, Avitohol e suo figlio Irnik, menzionati nel "Nominalia dei khan bulgari", Sarebbero da identificare con i personaggi storici Attila e suo figlio Ernakh. Ernakh, infatti, succedette ad Attila dopo il colasso dell'impero unno.  Questa identificazione è stata contestata dallo storico bulgaro Vasil Zlatarski, che la ritiene insostenibile ma è accettata da gran parte degli storici moderni,  sulla base della somiglianza dei nomi (Irnik ed Ernakh, Attila e Avitohol), e del fatto che l'anno dell'ascesa al potere di Irnik riportato nel Nominalia coincide con quello della morte di Attila (e quindi di Avitohol). 
Lo studioso bulgaro Rašo Raŝev interpreta la narrazione del Nominalia come divisa in due epoche storiche: una asiatica, legata al nome di Avitohol, e una europea, associata a Irnik.
Secondo lo storico bulgaro dilettante Bono Škodrov, Irnik avrebbe regnato dal 463/465 al 489, durante l'epoca dell'imperatore bizantino Zenone. Škodrov indentifica inoltre Keremek ed Ernach come varianti del nome di Irnik.
Nel Nominalia è scritto che Irnik visse per 150 anni, ovvero esattamente la metà della durata di vita attribuita ad Avitohol, e ascese al potere nell’anno del Serpente – dilom tvirem.

## Irnik nella cultura
Oggi il nome di Irnik è portato da due luoghi geografici:
- Un villaggio bulgaro chiamato Irnik, situato nel comune di Sitovo.
- Un promontorio marino sull’Isola Snow, in Antartide.